# Nekrasovsky (huyện)
Huyện Nekrasovsky (tiếng Nga: ? райо́н) là một huyện hành chính tự quản (raion), của Tỉnh Yaroslavl, Nga. Huyện có diện tích 1337 km², dân số thời điểm ngày 1 tháng 1 năm 2000 là 26600 người. Trung tâm của huyện đóng ở Nekrasovskoye.